# Hacinas
Hacinas – gmina w Hiszpanii, w prowincji Burgos, w Kastylii i León, o powierzchni 7,9 km². W 2011 roku gmina liczyła 177 mieszkańców.